# Federación Centro de Atletismo

La Federación Centro de Atletismo fue la federación de atletismo encargada de regir las competiciones en la región de Castilla desde el año 1916, momento de su fundación. Pese a ello, no contó con una persona encargada de su presidencia hasta el año 1921 recayendo esta en Pompeyo Sevilla hasta mayo de 1923.
Tras adoptar diferentes denominaciones a lo largo de su historia, finalmente en 1960 adoptó la de Federación de Atletismo de Madrid, vigente desde entonces y encargándose de gestionar únicamente las competiciones y atletas de Madrid.

## Historia

### Fundación y primeros campeonatos
Tras fundarse bajo en nombre de Federación Castellana de Atletismo en 1916 fue variando su denominación entre los años cuarenta y cincuenta por el de Federación Centro y la primera mención hasta asentarse finalmente en 1954 bajo la del Centro. Sin embargo, en el transcurso de seis años pasó a denominarse como Federación de Atletismo de Madrid limitando su competencia únicamente sobre la región de Madrid en detrimento de la zona de Castilla, regulada desde entonces por otras federaciones surgidas al efecto.
En ese mismo año tuvo lugar en Madrid el primer Campeonato de España de cross bajo el nombre de Gran Premio Nacional - Campeonato de España Copa Rodríguez Arzuaga, siendo organizado por las federaciones regionales existentes a partir del 6 de febrero —y que al igual que en el deporte del fútbol, existieron antes que la propia federación nacional—. En ellos se involucraron pues los equipos de la reciente federación castellana, participando con dos equipos, en un evento que fue adquiriendo una gran dimensión pese a haberse iniciado como un reto entre dos atletas: el catalán Pedro Prat —a la postre vencedor— y el madrileño Emilio González —que finalizó tercero—.
La gran acogida de la prueba propició que en 1917 la federación celebrase el primer Campeonato de Castilla de Atletismo.
Con las competiciones consolidándose por la región, comenzaron a registrarse los primeros grandes nombres del atletismo castellano. Entre ellos —y además del ya mencionado Emilio González— destacó el de Julio Domínguez, quien se proclamó vencedor del Campeonato de España de cross en las ediciones de 1919 y 1920.

## Palmarés

### Colectivo
- Campeonato de España de cross:

1 Subcampeonato: 1916.
1 Tercer puesto: 1916.
En la edición de 1916 la Federación Centro o Castellana estuvo representada por dos equipos: Sociedad Cultural Deportiva y Sociedad Deportiva Obrera.

### Individual
- 20 Campeonato de España de cross masculino: 1930, 1936, 1940, 1956, 1970, 1971, 1972, 1974, 1975, 1976, 1977, 1978, 1979, 1983, 1984, 1985, 1986, 1994, 1999 y 2001.[n 3]
  - 1 tercer puesto: 1916.[n 4][6][7]

- 8 Campeonato de España de cross femenino: 1974, 1979, 1980, 1981, 1982, 1986, 1989 y 1991.[8]